# Góry Kitami
Góry Kitami (jap. 北見山地 Kitami-sanchi) – łańcuch górski znajdujący się w północnej części japońskiej wyspy Hokkaido i ciągnący się wzdłuż wybrzeża Morza Ochockiego. 

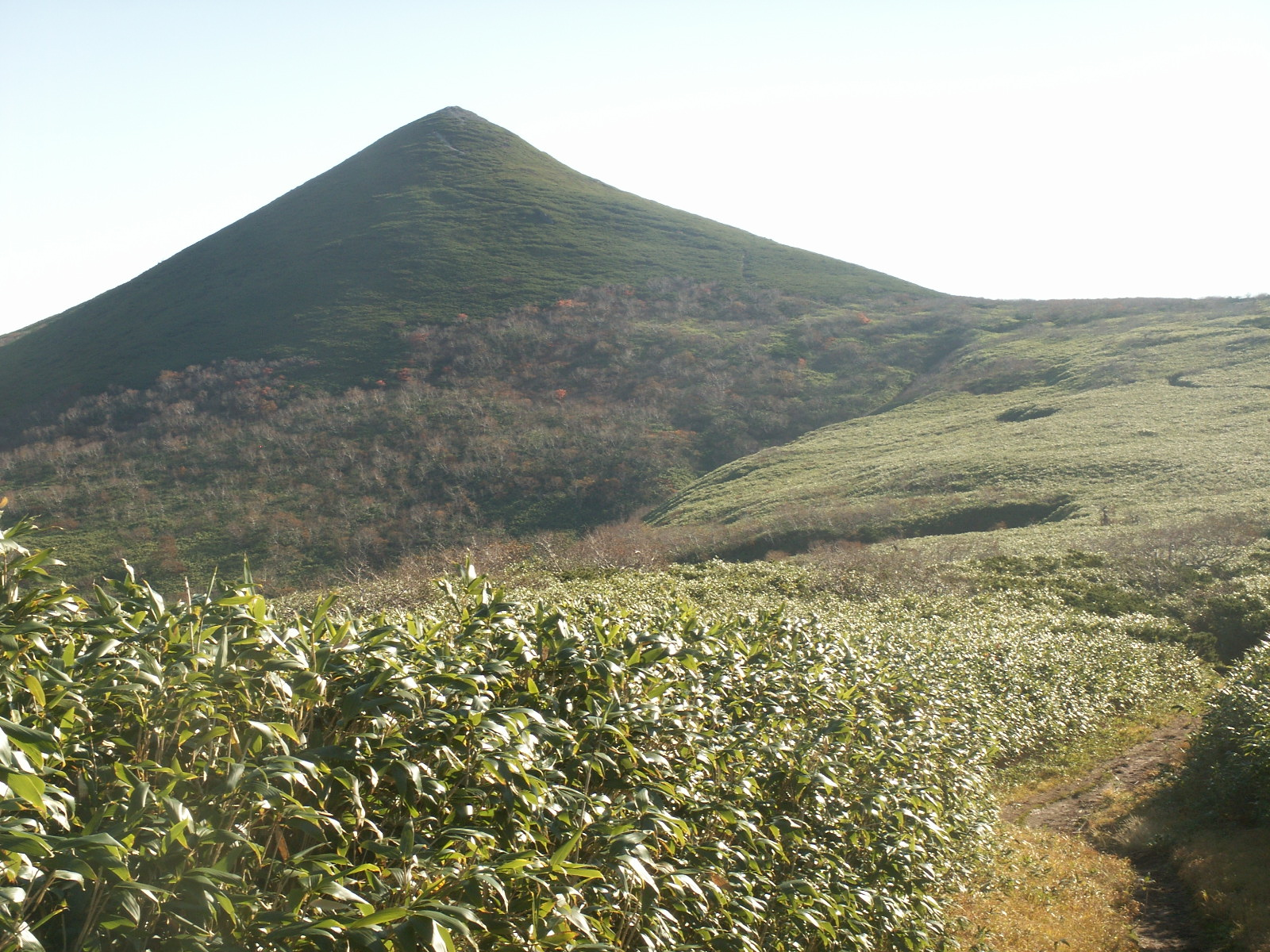
Góra Teshio

Góry te położone są na północ od gór Ishikari i na wschód od gór Teshio. Najwyższym wzniesieniem gór Kitami jest szczyt Teshio (Teshio-dake), osiągający 1558 m n.p.m.
W odróżnieniu od większości obszarów górskich w Japonii nie są obszarem sejsmicznym.
Góry Kitami zbudowane są głównie ze skał osadowych wieku od kredy do paleogenu. Niektóre wierzchołki zostały utworzone ze skał wulkanicznych w miocenie lub później.
Najwyższymi wzniesieniami są:
- Teshio (1558 m)
- Chitokaniushi (1446 m)
- Shōkotsu (1345 m)
- Uenshiri (1142 m)
- Hako (1129 m)
- Piyashiri (987 m)